# Елизавета Пфальцская (1381—1408)
Елизавета Пфальцская (нем. Elisabeth von Pfalz; 27 октября 1381, Пфальц — 31 декабря 1408, Инсбрук) — немецкая принцесса, дочь курфюста Пфальца и короля Германии Рупрехта III. В замужестве графиня Тироля.

## Герцогиня Австрии и Штирии
Немецкая принцесса, представительница рода Виттельсбахов, дочь короля Германии Рупрехта и его супруги Елизаветы Нюрнбергской родилась 27 октября 1381 года в регионе Пфальц, в Королевстве Германия. 
В 1406 году вышла замуж за графа Тироля и герцога Передней Австрии Фридриха IV Пустой Карман, который был примерно на год младше её. Их брак должен был зафиксировать политический союз между Леопольдинской линией Габсбургов и королем Руперхтом. Этот союз, вероятно, осложнил отношения между Фридрихом и Сигизмундом.
Елизавета умерла во время родов своего первого ребёнка, который умер сразу после этого.
Она была похоронена «Гробнице Фридриха», которую её муж устроил в центре монашеского хора цистерцианского аббатства Штамс.